# جون اولسون (متزحلق)
جون اولسون (بالسويدية: Johan Olsson) هو متزحلق سويدي، ولد في 19 مارس 1980 في Skultuna ‏ في السويد.

## وصلات خارجية
- جون اولسون على موقع الاتحاد الدولي للتزلج (التزلج الريفي) (الإنجليزية)
- جون اولسون على موقع اللجنة الأولمبية الدولية (الإنجليزية)
- جون اولسون على موقع أوليمبيديا (الإنجليزية)
- جون اولسون على موقع اللجنة الأولمبية السويدية (السويدية)